# Morales de Toro
Morales de Toro – gmina w Hiszpanii, w prowincji Zamora, w Kastylii i León, o powierzchni 53,45 km². W 2011 roku gmina liczyła 1063 mieszkańców.